# 芦苇茎黑粉菌
芦苇茎黑粉菌（学名：Ustilago grandis）是属于黑粉菌目黑粉菌科黑粉菌属的一种真菌，寄生在芦苇上。该种分布于中国、朝鲜、日本、哈萨克斯坦、瑞典、俄罗斯、波兰、英国、法国、美国等地。